# Bolboceras scabricolle
Bolboceras scabricolle es una especie de coleóptero de la familia Geotrupidae.

## Distribución geográfica
Habita en la Ecozona afrotropical.